# نشان ملی مجارستان
نشان ملی کنونی مجارستان در ۳ ژوئیه ۱۹۹۰، در پایان دولت کمونیستی تصویب شد. نشان ملی شامل تاج مقدس مجارستان بر روی یک سپر دو تکه است. سپر پیش‌تر نیز با تاج مقدس یا بدون آن مورد استفاده قرار می‌گرفته و عناصر به‌کاررفته در آن به قرون وسطی بازمی‌گردند. عناصر تشکیل‌دهندهٔ آن به‌قرار زیر است:
- سپر راست (از دید دارنده) نواره‌های آرپاد را به تصویر دارد، که شامل چهار نوار نقره‌ای و چهار نوار سرخ است. به‌طور سنتی، نوارهای نقره‌ای نشان‌دهنده چهار رودخانه: دانوب، تیسا، دراوا و ساوا هستند.
- سپر چپ (از دید دارنده) صلیب دوگانهٔ نقره‌ای در زمینهٔ سرخ دارد که روی یک تاج طلایی ایستاده‎؛ تاج نیز بر سه تپهٔ سبز که نمایان‌گر دامنه‌کوه‌های تاترا، ماترا و فاترا هستند، قراردارد.

## نمادهای پیشین

پس از جنگ جهانی اول، در خلال جمهوری خلق مجار
پادشاهی مجارستان (‎۱۹۲۰–۱۹۴۶)
دولت فرنتس سالاشی در پایان جنگ
۱۲ اوت ۱۹۴۹ تا ۲۰ نوامبر ۱۹۵۶
در خلال انقلاب ۱۹۵۶
از اواخر ۱۹۵۷ تا ۱۹۹۰